# Luís Miguel Pinheiro Andrade
Luís Miguel Pinheiro Andrade, meglio noto come Luisinho (Fornos de Algodres, 27 marzo 1990), è un calciatore portoghese, centrocampista svincolato.

## Carriera

### Club

#### Inizi giovanili
Luís Miguel Pinheiro Andrade, detto Luisinho, è nato a Fornos de Algodres, nel distretto di Guarda, e inizia a giocare per la squadra della sua città prima di venire ingaggiato nel 2003 dal vivaio dello Sporting Lisbona. Nel 2007 viene ceduto all'Académica di Coimbra, mentre nel 2009 esordisce come senior al Fornos de Algodres, la compagine della sua città natale che lo ha formato calcisticamente. 

#### Académico de Viseu
Dopo una breve esperienza al Pampilhosa, nel dicembre 2010 Luisinho approda all'Académico de Viseu, con cui viene promosso dalla quarta alla seconda divisione in sole due stagioni. Il 27 luglio 2013 disputa la sua prima partita da professionista, ovvero la vittoria casalinga per 1-0 contro l'Atlético CP, valida per il primo turno di Coppa di Lega portoghese. Nel secondo turno della competizione, giocato il 10 agosto, subentra a partita in corso ma l'Académico perde 0-2 in casa della Moreirense.

#### Boavista
Per la stagione 2015-2016 ha modo di debuttare nella massima serie portoghese, firmando un contratto biennale col Boavista. Alla sua prima partita in Primeira Liga Luisinho segna anche una rete, nel corso del pareggio per 2-2 in casa del Vitória Setúbal. A fine anno sarà presente in campionato in altre 29 occasioni, condite da due gol.

#### Ritorno all'Académico de Viseu e Académica
Nell'estate 2016 sottoscrive un prestito annuale con l'Académico, ritornando a Viseu dopo un solo anno ad Oporto, nelle file del Boavista.
In seguito ad un'annata da titolare, il 18 luglio 2017 passa all'Académica de Coimbra, club dalle cui giovanili Luisinho era già passato dal 2007 al 2009.

#### Terzo ritorno all'Académico de Viseu
Nel 2018 Luisinho veste per la terza volta la maglia dell'Académico de Viseu.

## Palmarès

### Club

#### Competizioni nazionali
- Terceira Divisão: 1

Académico de Viseu: 2011-2012